# Rockingham megye (Észak-Karolina)
Rockingham megye az Amerikai Egyesült Államokban, azon belül Észak-Karolina államban található. Megyeszékhelye Wentworth, legnagyobb városa Eden. Lakosainak száma 91 096 fő (2020. április 1.). Rockingham megye Pittsylvania, Caswell, Guilford, Alamance, Stokes, Henry és Forsyth megyékkel határos.

## Népesség
A megye népességének változása:
| Lakosok száma | 93 604 | 93 176 | 92 664 | 91 878 | 91 758 | 91 096 |
|               | 2010   | 2011   | 2012   | 2013   | 2015   | 2020   |